# Сельнікова Ольга Петрівна
О́льга Петрі́вна Се́льнікова (нар. 29 жовтня 1948, Чита, СРСР — 2011) — українська лікарка-мікробіолог. Доктор медичних наук (1992). Кавалер ордена «За заслуги» III ступеня

## Життєпис
Народилася в Читі в родині військовослужбовця. В дошкільному віці переїхала з родиною до Києва. 1966 року закінчила з золотою медаллю одну з київських середніх шкіл та вступила на санітарно-гігієнічний факультет Київського медичного інституту ім. О.О. Богомольця. Під час навчання активно займалась науковою роботою на кафедрі мікробіології та вірусології під керівництвом професора Сергія Дяченка.

## Відзнаки та нагороди
- Орден «За заслуги» III ступеня (20 жовтня 1998) — за вагомий  особистий внесок у розвиток охорони здоров'я, впровадження сучасних методів діагностики і лікування, високий професіоналізм[1]
- «Заслужений діяч науки і техніки України» (28 листопада 2006) — за вагомий особистий внесок у соціально-економічний і культурний розвиток України, вагомі досягнення у професійній діяльності, багаторічну сумлінну  працю та з нагоди річниці підтвердження всеукраїнським референдумом 1 грудня 1991 року Акта проголошення незалежності України[2]